# Matías Palacios
Matías Damián Palacios (General Pico, 2002. május 10. –) argentin korosztályos válogatott labdarúgó, az egyesült arab emírségekbeli El-Ajn középpályása.

## Pályafutása

### San Lorenzo
Palacios a San Lorenzo csapatában kezdte meg a pályafutását. 2018. szeptember 21-én mutatkozott be a felnőtt csapatban a Patronato ellen. Ezzel ő lett az Argentin bajnokság legfiatalabb játékosa, a maga 16 életévével.

### Basel
2021. február 15-én négy és fél éves szerződést írt alá a svájci Basel együttesével. Először a 2021. február 27-ei, St. Gallen elleni mérkőzésen lépett pályára. Első gólját a 2021. november 28-ai, Luzern elleni találkozón szerezte.

## El-Ajn
2022. július 16-án az egyesült arab emírségekbeli El-Ajn csapatához igazolt.

### A Válogatottban
Palacios több tornát is nyert az argentin korosztályos válogatottakkal. Pablo Aimar behívta őt a 2019-es Dél-Amerikai U17-es bajnokságra. 2019 októberében meghívott kapott a 2019-es U17-es labdarúgó-világbajnokságra. 

## Statisztikák
2022. május 8. szerint
| Klub        | Szezon   | Osztály            | Bajnokság | Bajnokság | Kupa  | Kupa | Nemzetközi | Nemzetközi | Összesen | Összesen |
| Klub        | Szezon   | Osztály            | Meccs     | Gól       | Meccs | Gól  | Meccs      | Gól        | Meccs    | Gól      |
| ----------- | -------- | ------------------ | --------- | --------- | ----- | ---- | ---------- | ---------- | -------- | -------- |
| San Lorenzo | 2018–19  | Primera División   | 1         | 0         | 0     | 0    | —          | —          | 1        | 0        |
| San Lorenzo | 2019–20  | Primera División   | 0         | 0         | 0     | 0    | —          | —          | 0        | 0        |
| San Lorenzo | 2020–21  | Primera División   | 0         | 0         | 4     | 0    | 0          | 0          | 4        | 0        |
| San Lorenzo | Összesen | Összesen           | 1         | 0         | 4     | 0    | 0          | 0          | 5        | 0        |
| Basel       | 2020–21  | Swiss Super League | 9         | 0         | 0     | 0    | 0          | 0          | 9        | 0        |
| Basel       | 2021–22  | Swiss Super League | 22        | 1         | 3     | 2    | 12         | 0          | 37       | 3        |
| Basel       | Összesen | Összesen           | 31        | 1         | 3     | 2    | 12         | 0          | 46       | 3        |
| Összesen    | Összesen | Összesen           | 32        | 1         | 7     | 2    | 12         | 0          | 51       | 3        |

## Sikerei, díjai
Basel
- Swiss Super League
  - Ezüstérmes (1): 2020–21

## Fordítás
Ez a szócikk részben vagy egészben  a   Matías Palacios című angol Wikipédia-szócikk fordításán alapul.  Az eredeti cikk szerkesztőit annak laptörténete sorolja fel. Ez a jelzés csupán a megfogalmazás eredetét és a szerzői jogokat jelzi, nem szolgál a cikkben szereplő információk forrásmegjelöléseként.